# Droits LGBT en Tanzanie

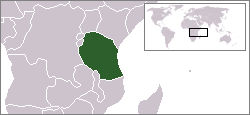
Localisation de la Tanzanie.

Les personnes lesbiennes, gays, bisexuelles et transgenres (LGBT) en Tanzanie peuvent faire face à des difficultés légales que ne connaissent pas les résidents non-LGBT.

## Législation sur l'homosexualité
L'homosexualité est passible d'une peine de trente ans de prison ou de prison à vie,.
La presse observe que la situation des personnes LGBT empire à partir de l'élection du président John Magufuli en 2015,.
En 2017, la ministre de la santé fait fermer des centres privés spécialisés dans la lutte contre le sida, sous le prétexte qu'ils faisaient la promotion de l'homosexualité, et arrête 12 personnes. Le ministre adjoint de la santé annonce une campagne de publication des noms d'hommes soupçonnés de se livrer à la prostitution homosexuelle. 
En 2018, le gouverneur de la région de Dar es Salam annonce une campagne de dénonciation et d'expulsion des homosexuels dans sa région,. À la suite de cette nouvelle, la Haut-Commissaire des Nations Unies aux droits de l'homme, Michelle Bachelet, exprime son inquiétude pour le sort des personnes LGBT en Tanzanie. Dix hommes sont arrêtés dans l'archipel de Zanzibar, soupçonnés d'homosexualité et de vouloir organiser un mariage gay. La ministre danoise pour la coopération et le développement Ulla Tørnæs annonce la suspension d'une aide de 9,8 millions de dollars pour la Tanzanie.
Plusieurs militants LGBT vivent dans la clandestinité, changent de région ou quittent le pays en raison des persécutions qui les ciblent.
En 2019, les autorités tanzaniennes se retirent du protocole de plainte contre le gouvernement devant la Cour africaine des droits de l'homme.
En 2020, un rapport de l'organisme Human Rights Watch révèle que l'accès aux soins de santé des personnes LGBT et séropositives est entravé par la politique du gouvernement.
En juillet 2023, la Cour suprême de Tanzanie confirme la légalité de l'arrestation et de la déportation de trois juristes étrangers lors d'un raid policier en 2017 lors d'un événement de sensibilisation contre le SIDA.

## Reconnaissance légale des couples homosexuels
Les couples homosexuels ne bénéficient d'aucune reconnaissance légale. 

## Adoption homoparentale
L'adoption homoparentale n'est pas autorisée.

## Tableau récapitulatif
| Dépénalisation de l’homosexualité                                                   | Non |
| Majorité sexuelle identique à celle des hétérosexuels                               | Non |
| Interdiction des discours de haine contre les LGBT                                  | Non |
| Interdiction de la discrimination liée à l'orientation sexuelle à l'embauche        | Non |
| Interdiction de la discrimination liée à l'identité de genre dans tous les domaines | Non |
| Mariage civil ou partenariat civil                                                  | Non |
| Adoption conjointe dans les couples de personnes de même sexe                       | Non |
| Adoption par les personnes homosexuelles célibataires                               | Non |
| Droit pour les gays de servir dans l’armée                                          | Non |
| Droit de changer légalement de genre (après stérilisation)                          | Non |
| Gestation pour autrui pour les gays                                                 | Non |
| Accès aux FIV pour les lesbiennes                                                   | Non |
| Autorisation du don de sang pour les HSH                                            | Non |